# Ківерчук Юрій Петрович
Ю́рій Петро́вич Ківерчу́к (* 23 квітня 1884 — † 23 червня 1968) — підполковник Армії Української Народної Республіки, в еміграції — полковник.

## Біографія
Народився в селі Цівківці Кам'янецького повіту Подільської губернії (нині в складі села Голосків Кам'янець-Подільського району Хмельницької області). 1906 року був покликаний на військову службу рядовим до 9-го гренадерського Сибірського полку (Владимир). 1910 року закінчив школу підпрапорщиків. У складі 9-го гренадерського Сибірського полку пішов на Першу світову війну. На початку 1915 року був відряджений до Петрограда, де склав іспити на ступінь однорічника другого розряду при Петроградській гімназії Петра І. Закінчив Оранієнбаумську школу прапорщиків 13 липня 1915 року, вийшов прапорщиком до 3-го маршового запасного батальйону.
Учасник II Всеукраїнського військового з'їзду, що відбувся 18—23 червня 1917 року в Києві. На початку листопада 1917 року отримав повноваження від Юрія Капкана (так званого Головнокомандувача всіх збройних сил в Україні) на формування у Кам'янці-Подільському українського партизанського загону. Сформував його під назвою партизанського загону імені Кармелюка. У лютому 1918 року біля Дунаївців на чолі загону був поранений у сутичці із збільшовиченими частинами російської армії, що відступали з Кам'янця-Подільського.
За часів Гетьманату Павла Скоропадського був демобілізований. Під час протигетьманського повстання знову сформував у Кам'янці-Подільському повітову сотню імені Кармелюка. У січні 1919 року її рештки влилися до складу Запорізької бригади імені Симона Петлюри Дієвої армії УНР. У січні — лютому 1919 року — комендант Проскурова (нині Хмельницький) та Проскурівського повіту. Усунутий з посади у зв'язку з розслідуванням справи Проскурівського погрому 15—16 лютого 1919 року. 21 березня 1919 року після закінчення розслідування був знову призначений начальником залоги Проскурова. Після залишення українськими військами Проскурова — начальник Проскурівського партизанського загону, з яким у червні 1919 року влився до 3-ї стрілецької (згодом — Залізної) дивізії Дієвої армії УНР. У березні 1920 року був приділений до штабу 4-ї стрілецької бригади Армії УНР у ранзі підполковника. Згодом — помічник командира Етапного куреня 3-ї Залізної стрілецької дивізії Армії УНР.
Від 1923 року жив на еміграції у Скальмержище (Польща), від 1950 року — в США. Був членом Товариства подолян, створеним при Українській вільній академії наук (УВАН) у Нью-Йорку. Помер у місті Сіракузи (штат Нью-Йорк), похований у Баунд-Бруці.

## Цікаві факти
Зберігся секретний наказ, виданий Симоном Петлюрою в листопаді 1920 року й адресований полковнику Ківерчуку, про перехід до методів партизанської війни. Оскільки гінцю довелося пробиратися через територію, зайняту противником, то заради конспірації наказ надрукували на носовій хустинці і зашили під підкладку одягу. Полковник забрав цей унікальний документ із собою в еміграцію. Наказ зберігався в його сім'ї, а нащадки офіцера передали його в Україну. В листопаді 2007 року сім'я колекціонерів Шереметьєвих представила цю хустинку в Києві на виставці «Військова слава України», присвяченій 90-річчю проголошення Української Народної Республіки.